# Bista-Pilängen
Bista-Pilängen är ett industriområde i sydvästra Örebro. Området ligger väster om Västerleden och söder om Svartån. I öster gränsar området till Nasta och Adolfsberg. Området tillhörde före 1943 Ånsta landskommun. Bista och Pilängen var förr byar inom Ånsta.
Ett nytt planprogram för Bista-Pilängens industriområde antogs av kommunfullmäktige år 2009. Syftet med programmet är att kartlägga den fortsatta utbyggnaden av området, samt att skydda den närliggande vattentäkten.
Dominerande verksamheter inom området är bland andra Åbyverket och Skråmsta vattenverk.